# Principio de primacía de la realidad
En Derecho laboral, el principio de primacía de la realidad significa que en caso de discordancia entre lo que ocurre en la práctica y lo que surge de los documentos o acuerdos, debe darse preferencia a lo primero, es decir, a lo que sucede en el terreno de los hechos siempre que sea en beneficio del trabajador.
Este criterio se fundamenta en la inferioridad del trabajador, quien puede ser objeto de abusos que solo pueden subsanarse con la primacía de los hechos sobre las formas, las formalidades.
La principal manifestación de este criterio se da cuando se trata de disimular a un trabajador subordinado bajo la apariencia de ser un trabajador independiente contratado a honorarios.
Los desajustes entre los hechos y la forma pueden tener distintas causas:
- a) Intención deliberada de fingir o simular una situación jurídica distinta de la real.
- b) Provenir de un error.
- c) Por falta de actualización de datos.
- d) Falta de cumplimiento de requisitos formales.

Mario de la Cueva, laboralista mexicano, dice que el contrato de trabajo es un contrato realidad.
En parte de Latinoamérica no tiene importancia el contrato realidad, pues aquí el contrato es consensual y después se escritura solo para efectos de prueba.
En materia de contratos consensuales, siempre se ha entendido que la modificación que en la práctica va operando en la forma de cumplimiento revela una forma de expresión del consentimiento tácito de las partes para modificar el contenido primitivo.
En Latinoamérica, se ha desarrollado mucho la doctrina de las cláusulas tácitas, lo cual ha es una proyección de la primacía de la realidad. 
La jurisprudencia administrativa en forma reiterada ha sostenido la posibilidad de que el contrato de trabajo sea modificado por cláusulas tácitas. Su fundamento es el carácter consensual del contrato de trabajo, lo que significa que éste puede ser modificado por el consentimiento de ambas partes, que puede ser explícito o tácito, siempre que se trate de una modificación favorable al trabajador, pues en caso contrario debe ser expreso para evitar abusos en esta materia.
Complementan lo anterior por ejemplo los artículos 1545 y 1564 del Código Civil chileno, que señalan, el primero, que todo contrato es una ley para los contratantes y no puede ser modificado sino por su consentimiento mutuo o por causas legales. El segundo establece que las cláusulas de un contrato se interpretarán por la aplicación práctica que hayan hecho de ellas ambas partes, o una de las partes con aprobación de la otra.
La jurisprudencia administrativa ha distinguido entre las cláusulas tácitas y las reglas de conducta (ambas deducibles del criterio de primacía de la realidad). En la regla de conducta se precisa o fija el alcance de una cláusula determinada ya existente en el contrato. En la cláusula tácita se complementa o modifica un contrato o una estipulación contractual incorporando una nueva cláusula.
Este criterio opera a favor del trabajador. La primacía de la realidad no puede justificar, disculpar u homologar el incumplimiento del derecho invocando la efectividad de la infracción por parte del empleador.
La primacía de la realidad limita con la buena fe contractual. Por ende, si se ha celebrado un contrato de fachada con fines ilícitos, el trabajador difícilmente va a poder invocar el contrato celebrado con fines espurios.
La jurisprudencia judicial chilena ha señalado que este criterio se encuentra consagrado en el artículo 8º, inciso primero del Código del Trabajo, que dice “Toda prestación de servicios en los términos señalados en el artículo anterior, hace presumir la existencia del un contrato de trabajo”.
Así también el art. 507 del Código del Trabajo que sanciona la simulación y el subterfugio, también contemplan implícitamente este criterio protector.
También los arts. 183 A, 183 U 183 A Adel Código del Trabajo, en materia de subcontratación y suministro, recogen implícitamente la primacía de la realidad. 
Se sueñe señalar que las normas que consagran este criterio se refieren al fraude a la ley. Incluso la ley 20.123, en el art. 183 U del Código del Trabajo, habla expresamente de fraude a la ley.
Una norma imperativa o prohibitiva puede infringirse de modo directo (franco incumplimiento o infracción abierta) caso en el cual el acto podrá ser inexistente o nulo, o podrá ser sancionado el infractor. Pero también dichas normas pueden transgredirse en forma hipócrita, con malicia y engaño, buscando el apoyo del otra u otras normas con el objetivo de evadir mañosamente el cumplimiento de la primera, que, por lo mismo, es denominada ley defraudada, en tanto la que se usa como apoyo y de apariencia para la evasión se llama ley de cobertura, en este caso estamos frente al fraude a la ley.  
El fraude a la ley no es lo mismo que el ejercicio abusivo de los derechos, caso en el cual se ejercita con desviación o exceso un derecho del cual se es titular.
Sin embargo, se puede tener problemas con la aplicación de estas normas, toda vez que la doctrina civil, en el caso del fraude a la ley, discute sobre la necesidad de probar la intención, lo que en materia laboral es un obstáculo prácticamente insalvable.
Por el contrario, la primacía de la realidad es objetiva en su aplicación, respetando dos elementos, que se base en la potestad de mando del empleador, donde se “inserta”  el trabajador, lo que conlleva que la “realidad del contrato de trabajo” jamás se produzca a “espaldas del empleador”, ya que la ley le otorga. Poderes jerárquicos al interior de su empresa. Por eso su aplicación es objetiva y no requiere probar la intención del empleador.
Que en el fraude a la ley se exija intencionalidad es lógico, ya que se aplica a las relaciones civiles, de suyo más horizontales (además, en el Código Civil, se consagra,  en reglas generales, un sistema subjetivo de responsabilidad). El derecho del trabajo, en cambio, las relaciones son verticales o, cuando más, diagonales, lo que sitúa en una gran desventaja al trabajador.
Por lo anterior, se disiente de la teoría que postula un “fraude a la ley laboral” incluso en su versión objetiva ya que solo bastaría el resultado defraudatorio para algunos.
Similares comentarios pueden hacerse sobre la doctrina del levantamiento de velo. Esta doctrina postula que se puede prescindir de la personalidad jurídica o de alguna de sus consecuencias cuando ésta sea utilizada en forma fraudulenta.